# Parrocchia di Saint Landry
La parrocchia di Saint Landry (in inglese Saint Landry Parish) è una parrocchia dello Stato della Louisiana, negli Stati Uniti. La popolazione al censimento del 2000 era di 87 700 abitanti. Il capoluogo è Opelousas.
La parrocchia (in Louisiana le parrocchie costituiscono un livello amministrativo equivalente a quello delle contee degli altri stati degli USA) fu creata nel 1807.